# 鈴木孝明
鈴木 孝明（すずき たかあき、1981年10月7日 - ）は、静岡県浜松市出身の元プロサッカー選手。ポジションはフォワード。

## 来歴
中学時代に、鈴木啓太らと共に全国中学校サッカー大会優勝を経験。その後、東海大翔洋高校、筑波大学と進学し、大学4年時には関東リーグ得点王（11得点）に輝いたものの、プロからのオファーはなく浪人生活を余儀なくされた。
2005年、練習生として参加していたサガン鳥栖から合格通知をもらい加入すると、開幕から全44試合に出場し15得点を挙げる活躍をした。
2006年は2得点のみに終わり、2007年に水戸ホーリーホックへ完全移籍した。2007年シーズン終了後に、戦力外通告を受ける。

## 所属クラブ
- 東海大学第一中学
- 東海大翔洋高校
- 筑波大学
- 2005年 - 2006年 サガン鳥栖
- 2007年 水戸ホーリーホック

## 個人成績
| 国内大会個人成績 | 国内大会個人成績 | 国内大会個人成績 | 国内大会個人成績 | 国内大会個人成績 | 国内大会個人成績 | 国内大会個人成績 | 国内大会個人成績 | 国内大会個人成績 | 国内大会個人成績 | 国内大会個人成績 | 国内大会個人成績 |
| 年度             | クラブ           | 背番号           | リーグ           | リーグ戦         | リーグ戦         | リーグ杯         | リーグ杯         | オープン杯       | オープン杯       | 期間通算         | 期間通算         |
| 年度             | クラブ           | 背番号           | リーグ           | 出場             | 得点             | 出場             | 得点             | 出場             | 得点             | 出場             | 得点             |
| 日本             | 日本             | 日本             | 日本             | リーグ戦         | リーグ戦         | リーグ杯         | リーグ杯         | 天皇杯           | 天皇杯           | 期間通算         | 期間通算         |
| ---------------- | ---------------- | ---------------- | ---------------- | ---------------- | ---------------- | ---------------- | ---------------- | ---------------- | ---------------- | ---------------- | ---------------- |
| 2002             | 筑波大           | 10               | -                | -                | -                | -                | -                | 1                | 0                | 1                | 0                |
| 2005             | 鳥栖             | 25               | J2               | 44               | 15               | -                | -                | 2                | 0                | 46               | 15               |
| 2006             | 鳥栖             | 9                | J2               | 24               | 2                | -                | -                | 0                | 0                | 24               | 2                |
| 2007             | 水戸             | 9                | J2               | 17               | 0                | -                | -                | 0                | 0                | 17               | 0                |
| 通算             | 日本             | 日本             | J2               | 85               | 17               | -                | -                | 2                | 0                | 87               | 17               |
| 通算             | 日本             | 日本             | 他               | -                | -                | -                | -                | 1                | 0                | 1                | 0                |
| 総通算           | 総通算           | 総通算           | 総通算           | 85               | 17               | -                | -                | 3                | 0                | 88               | 17               |

- Jリーグ初出場 - 2005年3月5日 J2第1節 アビスパ福岡戦（鳥栖スタジアム）
- Jリーグ初得点 - 2005年3月13日 J2第2節 コンサドーレ札幌戦（札幌ドーム）